# JmIrc
jmIrc — многоязычное приложение для мобильных телефонов, являющееся полностью переписанным из исходных кодов WLIrc, позволяющее общаться на каналах IRC. Для работы приложения необходимо, чтобы телефон поддерживал платформу J2ME (MIDP1.0).

## Возможности
- Подключение к нескольким каналам
- Поддержка различных кодировок, включая UTF-8
- Возможность создания нескольких профилей.
- Малый размер и достаточная функциональность